# Chausseehaus Wimmelburg

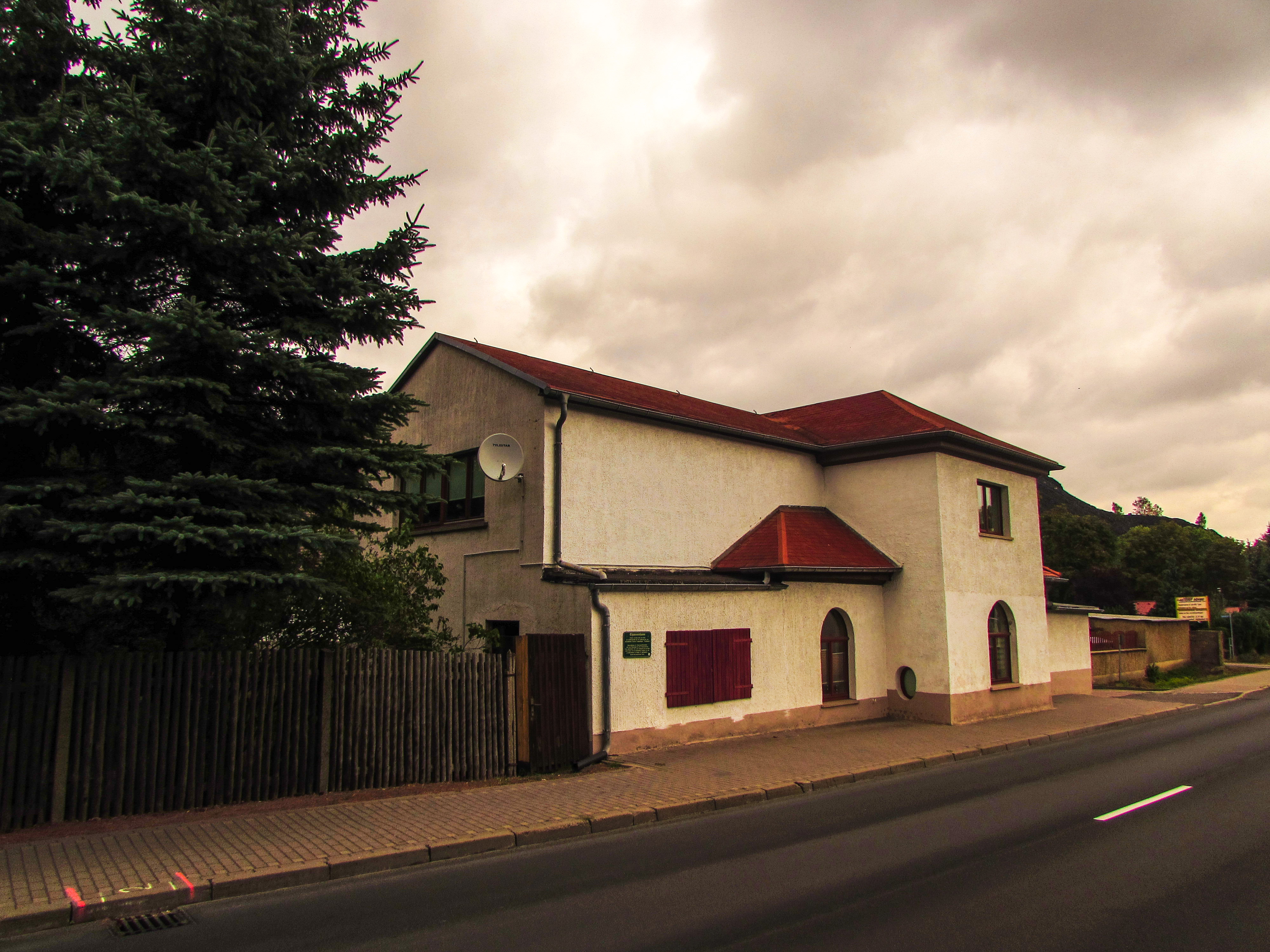
Chausseehaus in Wimmelburg

Das Chausseehaus in Wimmelburg ist ein denkmalgeschütztes Bauwerk in Wimmelburg bei Eisleben im Landkreis Mansfeld-Südharz in Sachsen-Anhalt.
Gegenüber von Kloster Wimmelburg steht an der Bundesstraße 80 direkt neben einer Brücke über die Böse Sieben ein klassizistisches Bauwerk, das Karl Friedrich Schinkel zugeschrieben wird. Es handelt sich hierbei um ein preußisches Chausseehaus aus dem Jahr 1826, das mehrfach verändert wurde.
Chausseehäuser gehören ähnlich wie Meilensteine zur Standardausstattung preußischer Staatschausseen in der ersten Hälfte des 19. Jahrhunderts. Die Chaussee von Berlin nach Kassel wurde in dem Teilabschnitt Langenbogen–Nordhausen in den Jahren 1824 bis 1826 erbaut. Das Chausseehaus in Wimmelburg war häufiger von Hochwasser betroffen, woran ein eigener Gedenkstein am Ufer erinnert. Vermutlich wurde es schon in der Folge der Aufhebung des Chausseegeldes von 1875 privatisiert, seine heutige Gestalt erhielt es in den 1970er Jahren.
Trotz all der Umbauten gilt das Chausseehaus noch heute als bedeutendes Beispiel des preußischen Landesausbaus. Es ist daher im Denkmalverzeichnis mit der Erfassungsnummer 094 07819 als Baudenkmal eingetragen.